# Дубровическое сельское поселение
Дубровическое сельское поселение — муниципальное образование (сельское поселение) в Рязанском районе Рязанской области.
Административный центр — село Дубровичи.

## История
Дубровическое сельское поселение образовано в 2006 г.

## Население
| 2010  | 2012  | 2013  | 2014  | 2015  | 2016  | 2017  |
| ----- | ----- | ----- | ----- | ----- | ----- | ----- |
| 1791  | ↗1799 | ↗1818 | ↘1800 | ↗1836 | ↗1909 | ↗1976 |
| 2018  | 2019  | 2020  | 2021  |       |       |       |
| ↗2017 | ↗2076 | ↗2186 | ↘2105 |       |       |       |

## Состав сельского поселения
| № | Населённый пункт | Тип населённого пункта       | Население |
| - | ---------------- | ---------------------------- | --------- |
| 1 | Алеканово        | село                         | ↘276      |
| 2 | Багданово        | деревня                      | 6         |
| 3 | Гнетово          | деревня                      | 24        |
| 4 | Дубровичи        | село, административный центр | ↘1485     |

## Археология
В 1897 году археолог Василий Городцов обнаружил рядом с селом Алеканово керамический сосуд X—XI веков с 14 знаками, расположенными в строковой планировке. Так как знаков на алекановской надписи было слишком много, чтобы их можно было принять за клеймо мастера, то В. А. Городцов предположил, «что знаки представляют собой литеры неизвестного письма». В 1898 году здесь же на обломках глиняной посуды было обнаружено ещё пять аналогичных знаков.